# Shelleyan Orphan
Pour les articles homonymes, voir Orphan.
Shelleyan Orphan était un groupe britannique, formé par la chanteuse Caroline Crawley et le guitariste Jemaur Tayle en 1982. Le duo a cherché depuis ses débuts à travailler avec des musiciens classiques afin d'enrichir ses compositions.

## Biographie
Après l'enregistrement d'une session radio avec le DJ de la BBC Kid Jensen, puis une première partie de The Jesus and Mary Chain à l'ICA de Londres en décembre 1984, la signature d'un contrat avec Rough Trade leur permet de réaliser leurs premiers EP, Cavalry Of Cloud en 1986, puis Anatomy Of Love. L'album Helleborine (1987) du nom d'une orchidée, est enregistré aux studios Abbey Road et produit par Haydn Bendall. De nombreux musiciens épaulent le duo, notamment le percussionniste Stuart Elliot, Paddy Bush, et un ensemble de musiciens classiques. L'emploi de nombreux instruments acoustiques (piano, harpe, violon, violoncelle, basson, hautbois, clarinette) donne au disque un son inhabituel pour un album pop des années 1980.
Le groupe poursuit dans la veine baroque avec Century Flower, édité par Rough Trade en 1989. L'album est produit par Jim Scott et Dave Allen, qui a assisté Robert Smith dans la production de plusieurs albums de The Cure. Ce dernier invita par la suite Shelleyan Orphan à assurer la première partie de Cure lors de plusieurs tournées à travers l'Europe et les États-Unis.
Crawley et Tayle sont invités en 1989 sur l'album My Place de Stephane Eicher, Caroline Crawley participe ensuite à l'album Blood du collectif This Mortal Coil, supervisé par Ivo Watts-Russell du label 4AD. Elle y interprète notamment deux reprises, Mr Somewhere de The Apartments et Late Night de Syd Barrett.
Deux musiciens faisant alors partie de The Cure, Boris Williams et Porl Thompson, sont crédités sur l'album Humroot sorti en 1992, respectivement à la batterie et au dulcimer. Roberto Soave, ancien bassiste de The Associates, participe également à ce troisième album. Le son est toujours enrichi d'instruments variés (cordes du Brindisi Quartet, claviers, trompette, sax tenor, hautbois, dulcimer).
Après la dissolution de Shelleyan Orphan Caroline Crawley a formé Babacar avec Boris Williams et Roberto Soave ; Jemaur Tayle s'est par la suite joint au groupe. Les trois albums de Shelleyan Orphan ont été réédités en 1999, le duo s'est ensuite brièvement reformé pour interpréter Buzzin’ Fly sur la compilation Sing a Song for You, un album hommage au chanteur Tim Buckley.
Le groupe se reforme en 2008 et sort un album We Have Everything We Need après 16 ans de séparation.
En octobre 2016, Caroline Crawley meurt à la suite d'une longue maladie.

## Discographie

### Singles
- Cavalry of Cloud (1986, Rough Trade)
- Anatomy of Love (1987, Rough Trade)
- Shatter (1989, Rough Trade)

### EP
- Cavalry Of Cloud (1986, Rough Trade)
- Anatomy Of Love (1987, Rough Trade)

### Albums
- Helleborine (1987, Rough Trade)
- Century Flower (1989, Rough Trade)
- Humroot (1992, Rough Trade)
- We Have Everything We Need (2008, One Little Indian)

### Compilations
- interprètent Suffer Dog sur The Liberator, Artists for Animals (1989, Deltic Records)
- interprètent Ice sur Acoustic Christmas (1990, Columbia-Sony)
- interprètent Who Loves The Sun sur Heaven and Hell: A Tribute To The Velvet Underground Volume 2 (1991, Imaginary Records)
- interprètent Joey sur Brittle Days, A Tribute To Nick Drake (1992, Imaginary Records)
- interprètent Buzzin’ Fly sur Sing A Song For You, A Tribute to Tim Buckley (2000, Manifesto)